# Кокк, Рудольф
Рудольф (Путте) Кокк (29 июня 1901, Накка, Стокгольм — 31 октября 1979, Стокгольм) — шведский футболист, хоккеист и игрок в бридж. Как футболист выступал на позиции левого вингера за АИК, со сборной Швеции завоевал бронзовую медаль на Олимпийских играх 1924, после турнира был признан лучшим в мире игроком своей позиции. Он также сыграл два матча за сборную Швеции по хоккею с шайбой.
После преждевременного окончания карьеры из-за травмы колена он работал футбольным тренером, возглавлял соперника АИК, «Юргорден», и фактически был тренером национальной сборной (председатель выборного комитета). Он занимал пост в 1943—1956 годах и вместе с Джорджем Рейнором руководил Швецией на победных Олимпийских играх 1948, чемпионате мира 1950 (бронза) и Олимпийских играх 1952 (бронза).
После окончания тренерской карьеры Кокк стал известным и популярным спортивным комментатором на «Sveriges Television».
Как игрок в бридж Кокк является многократным призёром международных командных соревнований. Со Швецией он дважды выигрывал чемпионат Европы и ещё трижды занимал второе место. В 1950 году на Бермудском кубке с объединённой командой Швеции и Исландии Кокк занял третье место, а через три года уже со Швецией — второе.